# Melisa hancocki
Melisa hancocki är en fjärilsart som beskrevs av Jordan 1936. Melisa hancocki ingår i släktet Melisa och familjen björnspinnare. Inga underarter finns listade i Catalogue of Life.